# 維蘭德羅山

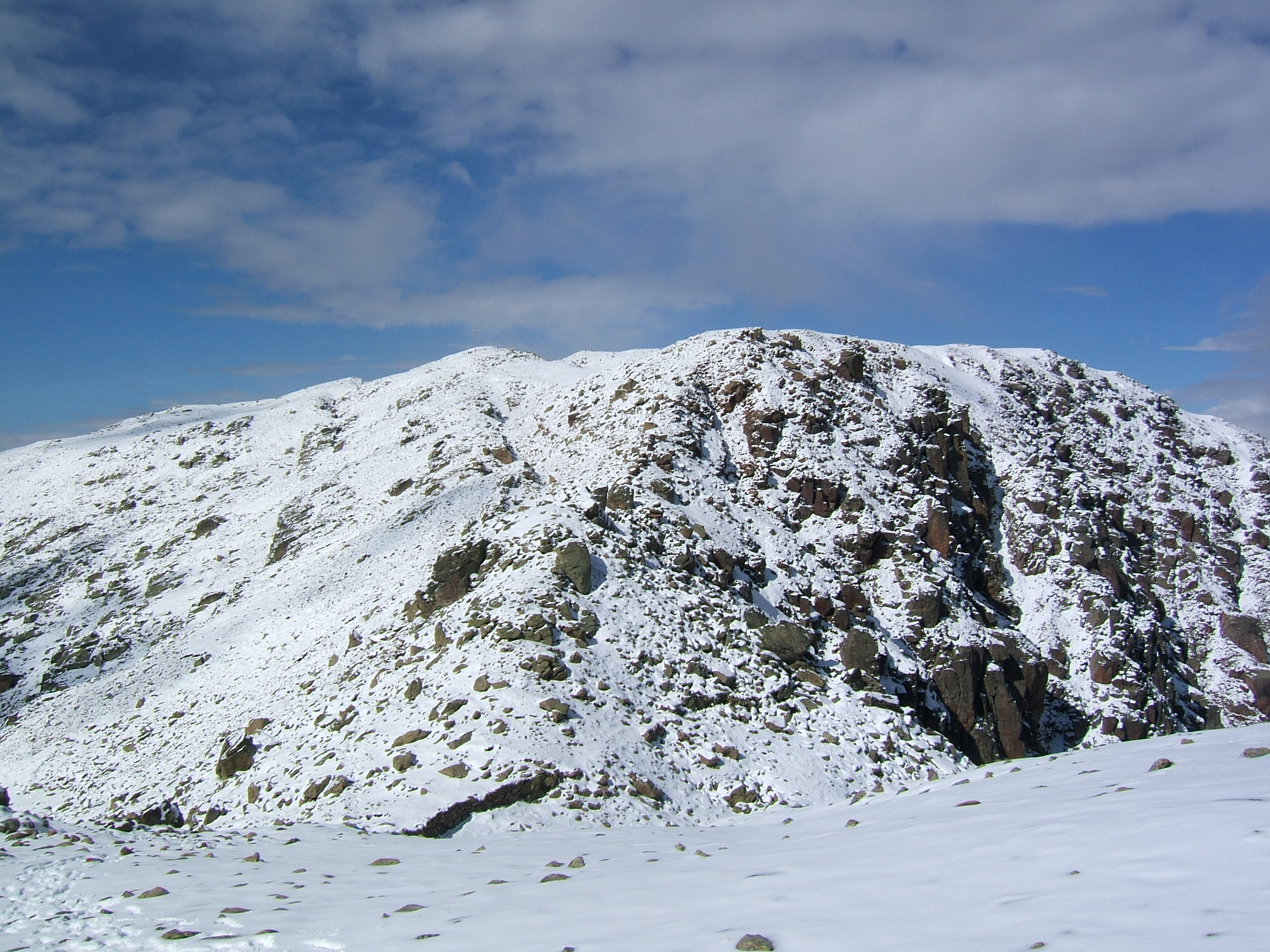

46°39′31″N 11°25′20″E / 46.65861°N 11.42222°E
維蘭德羅山（義大利語：Monte Villandro），是意大利的山峰，位於該國北部，由博爾扎諾-南蒂羅爾自治省負責管轄，屬於萨恩塔尔山脉的一部分，海拔高度2,509米，每年平均降雨量1,426毫米。